# Саломонсен, Финн
Финн Саломонсен (дат. Finn Salomonsen; 31 января 1909 года — 23 апреля 1983 года) — датский орнитолог. Наиболее известен своими работами, посвященными птицам Гренландии.

## Биография
Заинтересовался Гренландией в 16 лет, приняв участие в поездке в район Упернавик. В 1932 году завершил образование в области зоологии и стал работать ассистентом по биологии в датской системе охраны окружающей среды. Занимался изучением миграции птиц и их линьки. В 1939 году защитил диссертацию. Во время Второй мировой войны датские еврейские семьи, и в их числе Саломонсен, вынуждены были спасаться от нацистов в Швеции.
Стал автором или соавтором 19 книг, автором большого числа научных публикаций. Помимо работы в Арктике совершил научные экспедиции на Филиппины (1951—1952) и на архипелаг Бисмарка (1962). В 1942—1961 был редактором Dansk Ornithologisk Forenings Tidsskrift.
Отец рок-певицы Санне Саломонсен (род. 1955).